# ميخائيل هيلدبراند
ميخائيل هيلدبراند (باللاتفية: Mihaels Hildebrands)‏ هو نَسَّاب لاتيفي، ولد في 15 يوليو 1433 في تالين في إستونيا، وتوفي في 6 فبراير 1509 في ريغا في لاتفيا.